# Вібраційне транспортування
Вібраці́йне транспортува́ння — процес спрямованого переміщення рідких, сипких і грудкових матеріалів, а також різного роду виробів із застосуванням вібрації робочих (вантажонесучих) органів транспортних вібраційних машин.

## Історична довідка
Вібраційні процеси людина використовувала здавна на підсвідомому рівні — під час підсушування злаків, просіювання борошна, розділення сипких продуктів на фракції або їх ущільнення. Енергомісткість цих процесів спонукала людину їх механізувати. Одна з перших згадок про вібраційні машини міститься в журналі
«The London Journal of Arts, Sciences and Manufactures, and Repertory of Patent Inventions» без конкретних посилань на авторів. За даними, отриманими з цього джерела, можна констатувати факт, що тоді вже діяли зразки перших вібраційних машин з ексцентриковим приводом. У британському патенті американця Морлі Рейнольдса (англ. Morley P. Reynolds) № 123,109 (GB) «Improvements in Screening Devices», що заявлений у 1917 р. (опубліковано в 1919 р.), усунені рухомі кінематичні з'єднання деталей в механізмах приводу віброобладнання та застосовано електромагнітний віброзбуджувач для надання коливального руху ситу.
В Україні розробками методик розрахунку та експериментальних конструкцій вібраційних машин з електромагнітним приводом для будівельної галузі займались представники Київської школи вібротехніки: Ю. Ф. Чубук, І. І. Назаренко, В. Б. Яковенко та ін. У Львівській політехніці над створенням тримасових вібраційних машин працювали науковці В. О. Повідайло, Р. І. Сілін, В. А. Щигель.

## Принцип роботи
Процес вібраційного переміщення складається з низки етапів, що чергуються: розгону, спільного руху виробу з жолобом (лотком), вільного польоту й гальмування. Кількість і порядок етапів якісно визначають режими вібраційного переміщення (амплітуда коливань, частота, кут нахилу робочого органу і кут нахилу та форма траєкторії коливань тощо). У результаті матеріал по робочому органу рухається мікрокидками під дією спрямованих коливань (під кутом 20…35°) до осі робочого органу (жолобу, труби тощо) у заданому напрямку.
Вібраційне транспортування найефективнішим є для переміщення зернистих і дрібнокускових матеріалів, для яких швидкість руху по горизонталі може перевищувати 0,5 м/с. Важче дається переміщення тонкоподрібнених пилоподібних продуктів (наприклад, борошна чи цементу).

## Засоби вібраційного транспортування
Вібраційне транспортування здійснюється вібраційними транспортерами, конвеєрами, підйомниками, бункерами і насосами, які переміщують вантаж у горизонтальному, вертикальному або похилому напрямі на віддаль від 0,5 до 100 м і більше.
Основна частини засобів вібраційного транспорту — вантажонесучий лоток на пружних підпорах (у насосах — мембрана) і вібраційний привод.
Вантажонесучі органи вібраційних конвеєрів — труби або жолоби в горизонтальних чи нахилених (до 10°) конвеєрах мають циліндричну або призматичну форму і здійснюють прямолінійні або еліптичні коливання, а в вертикальних конвеєрах-елеваторах мають гвинтову форму и здійснюють коливання по гвинтовій лінії або по еліпсоподібній траєкторії. Амплітуди коливань вібраційних конвеєрів — в межах від 0,5 до 300 мм, а частоти — від 1 до 100 Гц.
Існує два типи вібраційних насосів:
- з вібруючою колоною труб і розташованим зверху вібраційним приводом, що служать для транспортування агресивних і забруднених рідин,
- із зануреним у рідину вібраційним приводом для підняття чистих рідин.

Продуктивність вібраційних насосів зазвичай не перевищує декількох десятків м³/год.
Вібраційні бункери можуть мати форму сферичного сегмента або зрізаного конуса, на внутрішній поверхні якого розташовано спіральний жолоб з поступово зростаючим радіусом спіралі. Завдяки вібрації та наявності орієнтаційних пластин, порогів, виточок тощо хаотично завантажені у бункер заготовки подаються з нього на обробку в строго орієнтованому стані.

## Використання
Вібраційний транспорт застосовують у будівництві, машинобудуванні, сільськогосподарському виробництві, харчовій, гірничій промисловості тощо.
До засобів вібраційного транспорту, що знайшли практичне використання, відносяться:
- вібраційні конвеєри, що служать для переміщення в горизонтальному, похилому і вертикальному напрямах сипучих чи кускових матеріалів, заготовок та деталей на заводах, фабриках, млинах, будовах, в шахтах, кар'єрах тощо;
- вібраційні насоси — для підняття рідин (зазвичай води) на невелику висоту або перекачування агресивних та забруднених рідин;
- вібраційні живильники — для подавання різних матеріалів у вагових та об'ємних дозаторах;
- вібраційні бункери — для подавання просторово орієнтованих заготовок і деталей у верстати та технологічні пристрої, у тому числі в автоматичних лініях та робототехнологічних комплексах. Вібробункери набули поширення у приладобудуванні та загальному машинобудуванні;
- вібраційні хоботи — для подавання бетонних сумішей з бункерів у масиви вкладання.

## Переваги вібраційного транспортування
Цінною особливістю вібраційного транспорту є можливість при його застосуванні суміщення процесу транспортування з різними технологічними процесами: грохоченням, класифікацією, підігрівом, охолодженням, зневодненням, перемішуванням матеріалу, що транспортується, а також, з різними хімічними і фізико-хімічними процесами. Крім того, до переваг вібраційного транспорту відносяться: простота обладнання, незначний знос робочих органів, незначні затрати на утримання і ремонт.
Вібраційні конвеєри використовуються для транспортування матеріалів: гарячих, абразивних, пилоутворюючих, газовиділяючих, великокускових, переміщення яких іншими видами транспорту є утрудненим.
Таким чином, матеріал при русі знаходиться фактично у підвішеному стані, що підвищує довговічність робочого органу.
Існують спрощені системи віброжолобів для транспортування бетонних сумішей, що здійснюють коливання спрямовані вздовж осі жолоба. У цьому випадку вібраційний транспорт може використовуватись для подачі матеріалу лише з нахилом вниз.

## Недоліки вібротранспортування
До недоліків вібраційного транспорту слід віднести:
- шкідливий вплив вібрацій як на обладнання, так і на людину;
- невисока швидкість вібротранспортування;
- малий ККД.